# イール (架空の怪盗)
イール（The Eel）は、1936年から1942年にかけてパルプ・マガジンで活躍した架空のキャラクター。「イール」はウナギ目の魚の意味。
カルチャー・パブリケーションズ (Culture Publications) 社が発行していた「スパイシー」 (Spicy) 誌に発表された。ヒュー・B・ケイブ (Hugh B. Cave) がジャスティン・ケース (Justin Case) のペンネームで書いた。

## 人物描写
「勇敢なアクションと疑わしいモラル」を供え持った怪盗である。

## 作品リスト
- “Eel Trap” (Spicy Adventure Stories、1936年6月）
- “The Evil Flame” (Spicy Mystery Stories、1936年8月）
- “Dark Temple of Torment” (Spicy Adventure Stories、1937年1月）
- “River of Blood” (Spicy Adventure Stories、1937年4月）
- “Cavern of the Damned” (Spicy Mystery Stories、1937年5月）
- “Eel Poison” (Spicy Detective Stories、1937年8月）
- “Death Wears No Robe” (Spicy Detective Stories、1937年10月）
- “The Eel Slips Through” (Spicy Detective Stories、1937年12月）
- “Eel Bait” (Spicy Adventure Stories、1938年2月）
- “Prisoner of Tituan” (Spicy Adventure Stories、1938年4月）
- “The Widow Wears Scarlet” (Spicy Detective Stories、1940年10月）
- “Annie Any More” (Spicy Detective Stories、1941年3月）
- “The Second Slug” (Spicy Detective Stories、1941年7月）
- “A Pile of Publicity” (Spicy Detective Stories、1942年1月）
- “Eel’s Eve” (Spicy Detective Stories、1942年4月）